# Vetenskapsåret 1917

## Händelser

### Allmänt
- 23 maj - Svenska Linnésällskapet bildas på Linnés Hammarby.[1]
- 19 oktober - Kungliga Tekniska högskolan inviger sina nya lokaler vid Valhallavägen.
- Okänt datum - Sveriges kemiska industrikontor inrättas. Se Otto Cyrén och Alf. Larson.

### Astronomi
- 1 november - Världens, vid tidpunkten, största teleskop invigs vid Mount Wilson-observatoriet

### Biologi
- 19 september - Félix d'Hérelle tillkännager upptäckten av en bakterie som orsakar dysenteri

### Fysik
- Okänt datum - Albert Einstein publicerar artikeln Strahlungs-Emission und -Absorption nach der Quantentheorie som beskriver stimulerad emission, ett fenomen som är grundläggande för lasrar

## Pristagare
- Bigsbymedaljen: Robert George Carruthers [2]
- Clarkemedaljen: Edgeworth David, walesisk-australisk geolog.
- Copleymedaljen: Emil Roux, fransk läkare, bakteriolog.
- Davymedaljen: Albin Haller, fransk kemist.
- De Morgan-medaljen: William Henry Young.
- Nobelpriset: [3]
  - Fysik: Charles Glover Barkla, brittisk fysiker.
  - Kemi: Inget pris utdelat.
  - Fysiologi/Medicin: Inget pris utdelat.
- Wollastonmedaljen: Alfred Lacroix, fransk geolog och mineralog [4]

## Födda
- 25 januari - Ilya Prigogine, belgisk kemist och fysiker, Nobelpriset i kemi 1977.
- 14 februari - Herbert A. Hauptman, amerikansk kemist, Nobelpriset i kemi 1985.

## Avlidna
- 8 mars - Ferdinand von Zeppelin, tysk militär, uppfinnare av Zeppelinaren.
- 31 mars - Emil Adolf von Behring, tysk bakteriolog, Nobelpriset i fysiologi eller medicin 1901.
- 27 juli - Emil Theodor Kocher, Nobelpriset i fysiologi eller medicin 1909.
- 3 augusti - Ferdinand Georg Frobenius, tysk matematiker.

### Fotnoter
1. ↑  ”Bildat på årsdagen”. Svenska Linnésällskapet. Arkiverad från originalet den 2 maj 2013. https://web.archive.org/web/20130502045045/http://www.linnaeus.se/link2_1.html. Läst 16 november 2012.
2. ↑  ”Geological Society”. Arkiverad från originalet den 5 juni 2011. https://web.archive.org/web/20110605101836/http://www.geolsoc.org.uk/gsl/society/history/page753.html. Läst 13 april 2011.
3. ↑  ”Nobelpriset”. http://nobelprize.org/nobel_prizes/lists/all/index.html. Läst 10 april 2011.
4. ↑  ”Geological Society”. Arkiverad från originalet den 5 juni 2011. https://web.archive.org/web/20110605102217/http://www.geolsoc.org.uk/gsl/society/history/page750.html. Läst 13 april 2011.